# ولادیسلاو ایوانوف (بازیکن فوتبال، زاده ۱۹۸۶)
ولادیسلاو ایوانوف (روسی: Владислав Александрович Иванов؛ زادهٔ ۲۴ ژانویهٔ ۱۹۸۶) بازیکن فوتبال اهل روسیه است.
از باشگاه‌هایی که در آن بازی کرده‌است می‌توان به باشگاه فوتبال لوچ ولادی‌وستوک، باشگاه فوتبال لوادیا تالین، باشگاه فوتبال تورپدو مسکو، باشگاه فوتبال آستراس تریپولی، باشگاه فوتبال ناروا ترانس، باشگاه فوتبال اینفونت، باشگاه فوتبال کارپاتی لووف، و باشگاه فوتبال سیلامائه کالو اشاره کرد.